# Helen Dukas
Helen Dukas, née le 17 octobre 1896 et morte le 10 février 1982, est la secrétaire et biographe d'Albert Einstein. Elle a coécrit Albert Einstein: Creator and Rebel (en) et codirigé Albert Einstein: The Human Side, avec Banesh Hoffmann.

## Biographie
Son vrai prénom est Helene. Elle naît le 17 octobre 1896, d'un marchand juif allemand nommé Leopold Dukas et de Hannchen (née Liebmann). Née, élevée et éduquée à Freiburg-im-Breisgau, elle avait six frères et sœurs et un fils du nom de David. Hannchen Dukas était originaire de la ville de Hechingen,  tout comme Elsa Einstein, la seconde épouse d'Albert Einstein. C'est par ce biais que Helen Dukas devient la secrétaire de celui-ci en 1928. Après la mort d'Elsa Einstein, en 1936, Helen Dukas s'occupera des tâches ménagères de la famille Einstein, qui vit à Princeton, dans le New Jersey, où elle restera jusqu'à sa mort, le 10 février 1982. Elle y avait suivi le physicien en 1933.
Helen Dukas est l'une des deux personnes choisies par Einstein, selon son testament, pour détenir les droits à l'ensemble de ses manuscrits, droits d'auteur et droits de publication. L'autre fidéicommissaire était l'économiste Otto Nathan. Ils ont travaillé sur la compilation de documents nommée The Collected Papers of Albert Einstein, à l'aide de sources déposées à l'Université hébraïque de Jérusalem, dont elle était spécialiste.
Fred Jerome a écrit un livre qui avance la thèse selon laquelle Albert Einstein et Helen Dukas ont été surveillés par le Federal Bureau of Investigation, pendant la direction de J. Edgar Hoover,.

## Publications
- 1972 : Albert Einstein: Creator and Rebel, Viking Press (en allemand : Albert Einstein. Schöpfer und Rebell).
- 1979 : Albert Einstein, the Human Side: New Glimpses from His Archives, Princeton University Press[6]